# Ro (kana)
ろ in hiragana o ロ in katakana, è un kana giapponese che rappresenta una mora. La sua pronuncia è [ɺ̠o] . Esso ha origine dal carattere cinese 呂.
| Forma                    | Rōmaji          | Hiragana                   | Katakana                   |
| ------------------------ | --------------- | -------------------------- | -------------------------- |
| Normale r- (ら行 ra-gyō) | ro              | ろ                         | ロ                         |
| Normale r- (ら行 ra-gyō) | rou roo rō, roh | ろう, ろぅ ろお, ろぉ ろー | ロウ, ロゥ ロオ, ロォ ロー |

Braille:
| －● ●● －－ |

## Scrittura

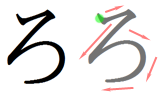
Stile di scrittura di ろ

L'hiragana ろ è formato da un solo tratto:
1. Tratto orizzontale, linea diagonale verso destra e alla fine di essa un semicerchio diretto verso la sinistra.

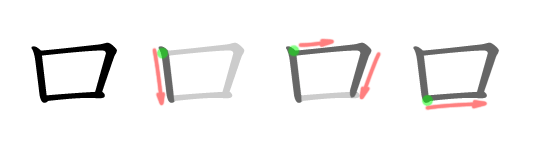
Stile di scrittura di ロ

Il katakana ロ è formato da tre tratti:
1. Segno verticale.
2. Tratto in orizzontale verso destra e una linea verticale verso il basso, a formare un angolo.
3. Tratto orizzontale che inizi poco più sopra della fine del secondo segno e che vada a congiungersi con la fine del primo tratto.